# Torsten Wedhorn
Torsten Wedhorn (* 1970 in Münster) ist ein deutscher Mathematiker, der sich mit Algebraischer Geometrie und Arithmetischer Algebraischer Geometrie befasst.

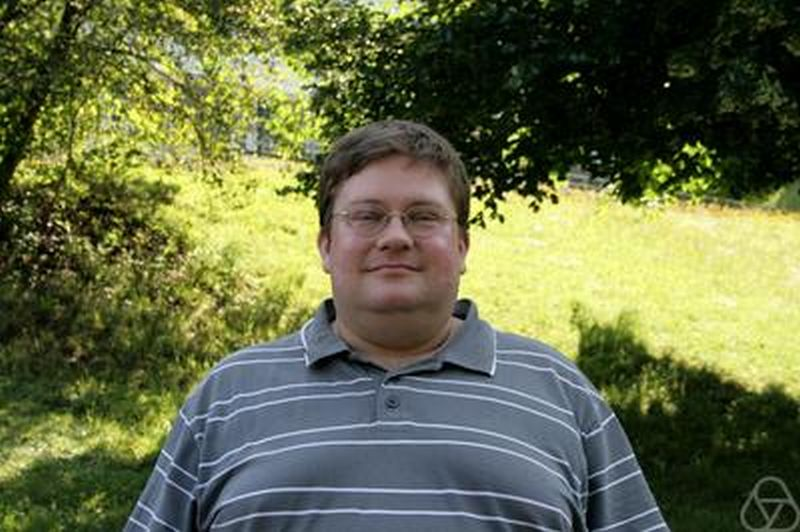
Torsten Wedhorn 2012

## Leben und Wirken
Wedhorn studierte als Stipendiat der Studienstiftung des Deutschen Volkes Mathematik an der Universität Münster mit dem Diplom-Abschluss in Algebraischer Geometrie 1994. Danach war er an der Bergischen Universität Wuppertal und der Universität zu Köln, an der er 1998 bei Michael Rapoport promoviert wurde (Ordinariness in good reductions of Shimura Varieties of PEL Type). Außerdem war er zwei Monate am MSRI. Die Dissertation über Arithmetische Geometrie erhielt den Universitätspreis der Universität Köln. Als Post-Doktorand war er am Massachusetts Institute of Technology. 2000 wurde er wissenschaftlicher Assistent in Köln und 2003 an der Universität Bonn, an der er sich 2005 habilitierte. 2006 wurde er Heisenberg-Stipendiat und im selben Jahr Professor an der Universität Paderborn, an der er die Arbeitsgruppe Arithmetische Geometrie leitete. Seit März 2016 ist er Professor an der TU Darmstadt.
Er befasst sich mit dem Langlands-Programm, das Verbindungen von automorphen Darstellungen zur Zahlentheorie schlägt.

## Schriften
- (mit Ulrich Görtz): Algebraic Geometry, Band 1 (Schemes), Vieweg/Teubner 2010
- Manifolds, Sheaves and Cohomology, Springer 2016
- The local Langlands correspondence for GL(n) over p-adic fields, in Lothar Göttsche, Günter Harder, M. S. Raghunathan (Herausgeber) School on Automorphic Forms on GL(n), ICTP Lect. Notes 21, ICTP, Triest, 2008, S. 237–320
- Ordinariness in good reductions of Shimura varieties of PEL-type. Ann. Sci. École Norm. Sup. (4) 32 (1999), no. 5, 575–618.
- mit Inken Vollaard: The supersingular locus of the Shimura variety of GU(1,n−1) II. Invent. Math. 184 (2011), no. 3, 591–627.
- mit Eva Viehmann: Ekedahl-Oort and Newton strata for Shimura varieties of PEL type. Math. Ann. 356 (2013), no. 4, 1493–1550. Arxiv